# デルバート・マクリントン
デルバート・マクリントン（Delbert McClinton、1940年11月4日 - ）は、アメリカ合衆国のブルースロック、ブルースのシンガーソングライター、ミュージシャンである。
1957年に初めてプロとしてステージに立ってから近年に至るまで、彼はいくつかの大手レコードレーベルでアルバムをレコーディングし、シングルは米国のポップ、メインストリーム・ロック、カントリーなどのチャートにランクインした。彼の最高位を記録したシングルは、1992年のタニア・タッカーとのデュエット「Tell Me About It」で、カントリー・チャートで4位となっている。彼の4枚のアルバムはブルース・チャートで1位となり、もう1枚は2位を記録している。彼の最高位のポップ・ヒットは1980年の「Giving It Up for Your Love」で8位にまで上っている。
マクリントンはこれまでに次の4つのグラミー賞を受賞している。1992年にはボニー・レイットとのデュオとして「Good Man, Good Woman」で最優秀ロック・パフォーマンス賞、2002年には『Nothing Personal』で最優秀コンテンポラリー・ブルース・アルバム賞、2006年には『Cost Of Living』で最優秀コンテンポラリー・ブルース・アルバム賞、2020年には『Tall, Dark, & Handsome』で最優秀トラディショナル・ブルース・アルバム賞を受賞した。グラミー賞のノミネーションは2025年現在8回受けている。
彼は2011年3月、リー・ロイ・パーネル、ブルース・シャネル、ゲイリー・ニコルソン、シンディ・ウォーカーらと共に、テキサス・ヘリテッジ・ソングライター殿堂入りをした。2019年には、マクリントンはオースティンの歴史的なパラマウント・シアターのウォーク・オヴ・フェイムの5つ目となるスターを授けられた。（その他この年スターを受けたのは俳優のジャストン・ウィリアムズとジョー・シアーズ、ミュージシャンのジェリー・ジェフ・ウォーカーとライル・ラヴェットであった。）

## 来歴

### 幼少期およびキャリア初期
マクリントンは1940年11月4日、テキサス州ラボックに生まれた。彼が11歳のとき、一家は同州のフォートワースに移住している。サニー・ボーイ・ウィリアムソンII、ハウリン・ウルフ、ライトニン・ホプキンス、ジミー・リードらのバック・バンドを務めたストレイトジャケッツというバー・バンドに彼は参加しプレイするようになった。フォートワース・ローカルでいくつかのシングルをリリースした後、1962年、彼がハーモニカをプレイしたブルース・シャネルの「Hey! Baby」が全米チャート入りを果たした。マクリントンはシャネルと共にイギリス・ツアーをし、その際彼はジョン・レノンにブルース・ハーモニカの奏法を詳細に伝授している。
マクリントンは、ロニー・ケリー、ビリー・ウェイド・サンダーズと共にロンデルズ（Ron-Dels、あるいはRondellsと綴られることもあった）を結成した。このバンドは1965年、「If You Really Want Me To I'll Go」でチャート入りの小ヒットを記録した。

### 1970年代
マクリントンは、1972年、ロサンゼルスに移住し、同じテキサス州出身のグレン・クラークと組みカントリーとソウルを演奏するようになった。彼らは2枚のアルバムをリリースした後解散し、マクリントンはソロ活動を始めることとなった。
エミルー・ハリスが1978年、マクリントンの書いた楽曲「Two More Bottles Of Wine」で1位となるヒットを記録した。またブルース・ブラザーズのファースト・アルバム『Briefcase Full of Blues』（1978年）では、彼の「"B" Movie Box Car Blues」がカバーされている。

### 1980年代から1990年代
マクリントンの1980年のアルバム『The Jealous Kind』には、彼にとって唯一のトップ40入りシングルとなった「Giving It Up For Your Love」が収録されている。この曲はポップ・チャートの8位、アダルト・コンテンポラリー・チャートでは35位を記録した。1980年代を通じて、彼はツアーを頻繁に行なっていたものの新録作のためにスタジオ入りすることは少なかった。1980年代の最後にリリースしたのは、テレビ番組「オースティン・シティ・リミッツ」への出演の際にレコーディングされたライヴ・アルバム『Live From Austin』（1989年）であった。この作品はサックス奏者のドン・ワイズとの共同プロデュース作で、グラミー賞にノミネートされている。ワイズはその後長年に渡り、マクリントンのバンドで活躍するようになった。
1991年にマクリントンはボニー・レイットとのデュエット曲「Good Man, Good Woman」でグラミー賞を受賞、またタニア・タッカーとのデュエット曲「Tell Me About It」でカントリー・チャートの5位となるヒットを記録した。1992年、マクリントンはアルバム『Never Been Rocked Enough』で再びビルボード・チャート入りを果たした。この作品にはヒット・シングル「Every Time I Roll The Dice」とジョン・ハイアットのカバー曲「Have A Little Faith In Me」が収録されている。
マクリントンは、1993年、楽曲「Weatherman」をレコーディングした。この曲はビル・マーレイ主演の同年の映画「恋はデジャ・ブ」のオープニングのタイトル・ロールで流れた。1997年、「One Of The Fortunate Few」が新興のレーベル、ライジング・タイド・レコードよりリリースとなったが、同レーベルはその後倒産した。

### 2000年から現在まで
マクリントンは2000年代初頭に2枚のスタジオ・アルバムをニュー・ウェスト・レコードよりリリースした。同レーベルからは2003年に『Live』が続いてリリースとなった。2006年にはアルバム『Cost Of Living』で、マクリントンはグラミー賞の最優秀コンテンポラリー・ブルース・アルバム賞を受賞している。
エタ・ジェイムズは彼女の2003年のアルバム『Let's Roll』でマクリントンの楽曲を2曲取り上げている。
マクリントンは、独立したアーティストのキャリアを支援する目的で授与される第4回インデペンデント・ミュージック・アワードにおいて審査員を務めた。彼は2007年、ジェイ・カーリー監督のドキュメンタリー映画「Rocking the Boat: A Musical Conversation and Journey」に出演した。
マクリントンは2016年にリリースされたフランキー・ミラーのアルバム『Double Take』の収録曲「Beginner At The Blues」にゲスト参加した。ここで彼の声はミラーの声と融合されている。オールミュージックによって、彼の2019年のアルバム『Tall, Dark & Handsome』が「お気に入りのブルース・アルバム」に選出された。同作は2020年にグラミー賞の最優秀トラディショナル・ブルース・アルバム賞を受賞している。
2021年、80歳となったマクリントンはツアーからの引退を発表した。人生の次の段階に移るとし、レコーディングは続ける意向を示している。実際、引退の発表に続いて新作アルバム『Outdated Emotion』をリリースしている。
マクリントンは、2024年に公開されたボビー・チャールズに関するドキュメンタリー映画「ボビー・チャールズ 極楽の歌」に出演している。

## 私生活
マクリントンは1960年代に結婚し、息子モンティが誕生したが、その後離婚した。1970年代に2度目の結婚をし、2人目の息子クレイが生まれた。現在の妻ウェンディ・ゴールドスタインとは1980年代に出会い、1996年に結婚している。彼女との間には娘、デレイニーが生まれている。
2人目の息子、クレイ・マクリントンはミュージシャンとして活動している。

## ディスコグラフィー

### オリジナル・アルバム
| 年   | アルバム                                                     | チャート最高位 | チャート最高位 | チャート最高位 | チャート最高位 | レーベル                    |
| 年   | アルバム                                                     | 米ブルース     | 米カントリー   | 米ポップ       | 米インディー   | レーベル                    |
| ---- | ------------------------------------------------------------ | -------------- | -------------- | -------------- | -------------- | --------------------------- |
| 1972 | 『Delbert & Glen』（デルバート&グレン）                      |                |                |                |                | Clean/Atlantic              |
| 1973 | 『Subject To Change』（デルバート&グレン）                   |                |                |                |                | Clean/Atlantic              |
| 1975 | 『Victim Of Life's Circumstances』                           |                |                |                |                | ABC                         |
| 1976 | 『Genuine Cowhide』                                          |                |                |                |                | ABC                         |
| 1977 | 『Love Rustler』                                             |                | 49             |                |                | ABC                         |
| 1978 | 『Second Wind』                                              |                |                |                |                | Capricorn                   |
| 1979 | 『Keeper Of The Flame』                                      |                |                | 146            |                | Capricorn                   |
| 1980 | 『The Jealous Kind』                                         |                |                | 34             |                | Capitol/Muscle Shoals Sound |
| 1981 | 『Plain' from the Heart』                                    |                |                | 181            |                | Capitol                     |
| 1981 | 『Lost In A Dream』                                          |                |                |                |                | Koala Record Co.            |
| 1987 | 『Honky Tonkin'』                                            |                |                |                |                | MCA                         |
| 1988 | 『I'm With You』                                             |                |                |                |                | Curb                        |
| 1989 | 『Live From Austin』                                         |                |                |                |                | Alligator                   |
| 1992 | 『Never Been Rocked Enough』                                 |                |                | 118            |                | Curb                        |
| 1993 | 『Feelin' Alright』                                          |                |                |                |                | Intermedia                  |
| 1993 | 『Delbert McClinton』                                        |                |                |                |                | Curb                        |
| 1994 | 『Shot From The Saddle』                                     |                |                |                |                | Mercury                     |
| 1994 | 『Honky Tonk 'N' Blues』                                     |                |                |                |                | MCA                         |
| 1995 | 『Let The Good Times Roll』                                  |                |                |                |                | MCA                         |
| 1997 | 『One Of The Fortunate Few』                                 | 2              | 15             | 116            |                | Rising Tide                 |
| 2001 | 『Nothing Personal』                                         | 1              | 20             | 103            | 3              | New West                    |
| 2002 | 『Room To Breathe』                                          | 1              | 12             | 84             | 3              | New West                    |
| 2003 | 『Live』（ノルウェーのベルゲン・ミュージックフェスにて収録） |                | 44             |                | 31             | New West                    |
| 2005 | 『Cost Of Living』                                           | 1              | 14             | 105            | 16             | New West                    |
| 2006 | 『Live From Austin, TX』                                     |                |                |                |                | New West                    |
| 2007 | 『Rockin' Blues』                                            |                |                |                |                | Direct Source               |
| 2009 | 『Acquired Taste』                                           | 1              |                | 131            | 23             | New West                    |
| 2013 | 『Blind, Crippled And Crazy』（デルバート&グレン）           | 1              |                | 172            | 36             | New West                    |
| 2017 | 『Prick Of The Litter』                                      | 2              |                |                | 18             | Hot Shot                    |
| 2019 | 『Tall, Dark & Handsome』                                    | 1              |                |                | 15             | Hot Shot                    |
| 2022 | 『Outdated Emotion』                                         |                |                |                |                | Hot Shot                    |

### コンピレーション・アルバム
| 年   | アルバム                                                                          | レーベル      |
| ---- | --------------------------------------------------------------------------------- | ------------- |
| 1978 | 『Very Early Delbert McClinton, Vol. 1』                                          | LeCam         |
| 1978 | 『Very Early Delbert McClinton, Vol. 2』                                          | LeCam         |
| 1989 | 『Best of Delbert McClinton』                                                     | Curb          |
| 1989 | 『Honky Tonkin' (I Done Me Some) - Classic Recordings From 1974-76』              | Alligator     |
| 1995 | 『The Great Songs – Come Together』                                               | Curb          |
| 1999 | 『The Crazy Cajun Recordings』                                                    | Edsel         |
| 1999 | 『Ultimate Collection』                                                           | Hip-O         |
| 2000 | 『Don't Let Go: The Collection』                                                  | Music Club    |
| 2000 | 『Genuine Rhythm & the Blues』                                                    | Hip-O         |
| 2003 | 『The Best of Delbert McClinton: 20th Century Masters/The Millennium Collection』 | MCA Nashville |
| 2006 | 『The Definitive Collection』                                                     | Hip-O         |

### シングル
| 年   | シングル                                            | チャート最高位 | チャート最高位               | チャート最高位 | チャート最高位             | チャート最高位 | チャート最高位     | 収録アルバム                                   |
| 年   | シングル                                            | US             | 米アダルト・コンテンポラリー | 米カントリー   | 米メインストリーム・ロック | カナダ         | カナダ・カントリー | 収録アルバム                                   |
| ---- | --------------------------------------------------- | -------------- | ---------------------------- | -------------- | -------------------------- | -------------- | ------------------ | ---------------------------------------------- |
| 1965 | 「If You Really Want Me To, I'll Go」（ロンデルズ） | 97             | —                            | —              | —                          | —              |                    | 『Very Early Delbert McClinton, Vol. 1』       |
| 1972 | 「I Received A Letter」（デルバート&グレン）        | 90             | —                            | —              | —                          | —              | —                  | 『Delbert & Glen』                             |
| 1980 | 「Giving It Up For Your Love」                      | 8              | 35                           | —              | —                          | 10             | —                  | 『The Jealous Kind』                           |
| 1981 | 「Shotgun Rider」                                   | 70             | —                            | —              | —                          | —              | —                  |                                                |
| 1981 | 「Sandy Beaches」                                   | 101            | —                            | —              | —                          | —              | —                  | 『Plain' From The Heart』                      |
| 1990 | 「I'm With You」                                    | —              | —                            | 78             | —                          | —              | —                  | 『I'm With You』                               |
| 1992 | 「Every Time I Roll The Dice」                      | —              | —                            | —              | 13                         | 40             | —                  | 『Never Been Rocked Enough』                   |
| 1995 | 「Come Together」                                   | —              | —                            | —              | —                          | —              | —                  | 『Come Together: America Salutes The Beatles』 |
| 1997 | 「Sending Me Angels」                               | —              | —                            | 65             | —                          | —              | 92                 | 『One Of The Fortunate Few』                   |
| 2001 | 「When Rita Leaves」                                | —              | —                            | —              | —                          | —              | —                  | 『Nothing Personal』                           |
| 2002 | 「Same Kind Of Crazy」                              | —              | —                            | —              | —                          | —              | —                  | 『Room to Breathe』                            |
| 2002 | 「Lone Star Blues」                                 | —              | —                            | —              | —                          | —              | —                  | 『Room to Breathe』                            |
| 2005 | 「One Of The Fortunate Few」                        | —              | —                            | —              | —                          | —              | —                  | 『Cost Of Living』                             |
| 2005 | 「I Had A Real Good Time」                          | —              | —                            | —              | —                          | —              | —                  | 『Cost Of Living』                             |
| 2006 | 「Midnight Communion」                              | —              | —                            | —              | —                          | —              | —                  | 『Cost Of Living』                             |
| 2009 | 「Mama's Little Baby」                              | —              | —                            | —              | —                          | —              | —                  | 『Acquired Taste』                             |
| 2009 | 「Starting A Rumor」                                | —              | —                            | —              | —                          | —              | —                  | 『Acquired Taste』                             |

### 客演シングル
| 年   | シングル             | アーティスト | チャート最高位 | チャート最高位   | 収録アルバム                |
| 年   | シングル             | アーティスト | 米カントリー   | カナダカントリー | 収録アルバム                |
| ---- | -------------------- | ------------ | -------------- | ---------------- | --------------------------- |
| 1993 | 「Tell Me About It」 | Tanya Tucker | 4              | 3                | 『Can't Run from Yourself』 |

### ミュージック・ビデオ
| 年   | ビデオ                        |
| ---- | ----------------------------- |
| 1990 | 「I'm With You」              |
| 1990 | 「Who's Foolin' Who」         |
| 1992 | 「Everytime I Roll The Dice」 |
| 1995 | 「Come Together」             |
| 1997 | 「Sending Me Angels」         |
| 2002 | 「Lone Star Blues」           |

## グラミー賞（受賞とノミネート）
| 年   | ノミネート対象             | 賞                                                                       | 結果       | Ref.   |
| ---- | -------------------------- | ------------------------------------------------------------------------ | ---------- | ------ |
| 2020 | 『Tall, Dark, & Handsome』 | 最優秀トラディショナル・ブルース・アルバム賞                             | 受賞       | [ 23 ] |
| 2006 | 「Midnight Communion」     | 最優秀男性カントリー・ヴォーカル・パフォーマンス賞                       | ノミネート | [ 23 ] |
| 2006 | 『Cost Of Living』         | 最優秀コンテンポラリー・ブルース・アルバム賞                             | 受賞       | [ 23 ] |
| 2003 | 『Room To Breathe』        | 最優秀コンテンポラリー・ブルース・アルバム賞                             | ノミネート | [ 23 ] |
| 2002 | 『Nothing Personal』       | 最優秀コンテンポラリー・ブルース・アルバム賞                             | 受賞       | [ 23 ] |
| 1993 | 「Tell Me About It」       | 最優秀カントリー・ヴォーカル・コラボレーション賞                         | ノミネート | [ 23 ] |
| 1992 | 「Good Man, Good Woman」   | 最優秀ロック・パフォーマンス賞（デュオあるいはグループ、ヴォーカル入り） | 受賞       | [ 23 ] |
| 1990 | 『Live From Austin』       | 最優秀コンテンポラリー・ブルース・レコーディング賞                       | ノミネート | [ 23 ] |